# 里皮 (愛荷華州)
里皮（英語：Rippey）是一個位於美國愛荷華州格林縣的城市。

## 地理
里皮的座標為43°56′02″N 94°12′04″W / 43.93389°N 94.20111°W，而該地的平均海拔高度為327米（即1073英尺）。

## 人口
根據2010年美國人口普查的數據，里皮的面積為2.18平方千米，當中陸地面積為2.18平方千米，而水域面積為0.00平方千米。當地共有人口292人，而人口密度為每平方千米133人。